# Security Consumer
Als Security Consumer werden Nationen, Organisationen oder Bewegungen bezeichnet, die von Parteien mit ähnlichen Interessen militärische Unterstützung erhalten. Das Gegenteil des Security Consumer ist der Security Provider, der in der Lage ist, gleichgesinnten Parteien mit militärischer Hilfe zu versorgen.
Ein modernes Beispiel stellt Georgien dar: Bis zum Jahre 2002 war das westlich-orientierte Georgien ein Security Consumer aus den Beständen der NATO und insbesondere der USA. Nach der Modernisierung der georgischen Armee durch westliche Experten wandelte sich die Nation zum Security Provider: Im Irak-Krieg stellte es mit 2000 Soldaten eines der größten Kontingente.